# White Hot
White Hot è il quarto album degli Angel, pubblicato nel 1978 per l'etichetta discografica Casablanca Records.

## Il disco
Quest'album segnò il passaggio verso nuove sonorità, dove i brani si distinguevano per un'impronta "bubblegum" ed un approccio ulteriormente commerciale rispetto al predecessore. Il disco conteneva anche la cover dei The Rascals "Ain't Gonna Eat Out My Heart Anymore", che divenne il singolo di maggior successo della band, riuscendo a posizionarsi al n°44. Prodotto da Eddie Leonetti (che quello stesso anno aveva prodotto A Diamond Is a Hard Rock dei Legs Diamond), White Hot si rivelò comunque l'album del gruppo dalle maggiori vendite. La formazione poi ammise di aver preso queste direzioni perché spinta dalla Casablanca nel tentativo disperato di recuperare i soldi che la label aveva investito su di loro.

## Tracce
1. Don't Leave Me Lonely (Brandt, DiMino) - 4:00
2. Ain't Gonna Eat Out My Heart Anymore (Burton, Sawyer) - 2:52 (cover dei The Rascals)
3. Hold Me, Squeeze Me (DiMino, Giuffria, Meadows) - 3:50
4. Over and Over (DiMino, Giuffria, Meadows) - 3:01
5. Under Suspicion (Brandt, DiMino, Giuffria, Meadows, Robinson) - 4:43
6. Got Love If You Want It (DiMino, Giuffria, Meadows) - 4:28
7. Stick Like Glue (DiMino, Giuffria, Meadows) - 2:39
8. Flying With Broken Wings (Without You) (DiMino, Giuffria, Meadows) - 3:33
9. You Could Lose Me (DiMino, Giuffria, Meadows) - 4:54
10. The Winter Song (DiMino, Giuffria, Meadows) - 3:44

## Formazione
- Frank Dimino - voce
- Punky Meadows - chitarra
- Gregg Giuffria - tastiere, sintetizzatori
- Felix Robinson - basso, cori
- Barry Brandt - batteria, percussioni, cori